# Typhlocirolana moraguesi
Typhlocirolana moraguesi es una especie de crustáceo isópodo acuático y cavernícola. Fue descubierta por el biólogo marino rumano Emil Racoviță (1868-1947) en las Cuevas del Drach, en Portocristo, Mallorca. El nombre de la especie es un homenaje al hijo del propietario de las cuevas en el momento del descubrimiento, Ferrán Moragues, que acompañó a Racoviță en su campaña de tres días por el interior de las cuevas en 1904. Existe una subespecie de T. moraguesi: Typhlocirolana moraguesi aureae. En Rumanía, tierra natal de su descubridor, se editó un sello con la imagen de este isópodo.
Se trata de un isópodo omnívoro que puede llegar a comportarse de forma caníbal. Puede alcanzar hasta 15 mm de longitud y habita únicamente en Baleares, concretamente, es endémico de Mallorca, Menorca, Cabrera y Dragonera. La cita de Sicilia del año 1979 se toma con muchas reservas.
El género Typhlocirolana se distribuye por el mar Mediterráneo, y T. moraguesi guarda una estrecha relación con los ejemplares de Typhlocirolana de Marruecos, más que con los individuos de la península ibérica.